# Юлянівська сільська рада
Юлянівська сільська рада — колишня адміністративно-територіальна одиниця та орган місцевого самоврядування у Черняхівському, Червоноармійському (Пулинському) районах і Житомирській міській раді Волинської округи, Київської та Житомирської областей Української РСР з адміністративним центром у селі Юлянівка.

## Населені пункти
Сільській раді на час ліквідації були підпорядковані населені пункти:
- с. Полинка;
- с. Юлянівка.

## Населення
Кількість населення ради станом на 1923 рік становила 1 027 осіб, кількість дворів — 199.
Кількість населення сільської ради станом на 1924 рік становила 1 128 осіб.

## Історія та адміністративний устрій
Створена 1923 року в складі с. Полонка та колонії Юлянівка Пулинської волості Житомирського повіту Волинської губернії. 7 березня 1923 року включена до складу новоутвореного Черняхівського району Житомирської округи. 3 листопада 1923 року, відповідно до рішення Волинської ГАТК (протокол № 6/1 «Про змінив межах округів, районів і сільрад»), підпорядковано кол. Юстинівка Гуто-Юстинівської сільської ради Черняхівського району. 21 серпня 1924 року сільську раду включено до складу Пулинського (згодом — Червоноармійський) району Житомирської (згодом — Волинська) округи. 28 березня 1928 року кол. Юстинівка передано до складу Видумської сільської ради Пулинського району Волинської округи. 17 жовтня 1935 року увійшла до складу Житомирської міської ради Київської області, 14 травня 1939 року — до складу Червоноармійського району Житомирської області.
Станом на 1 вересня 1946 року сільська рада входила до складу Червоноармійського району Житомирської області, на обліку в раді перебували села Полинка та Юлянівка.
Ліквідована 11 серпня 1954 року, відповідно до указу Президії Верховної ради Української РСР «Про укрупнення сільських рад по Житомирській області», територію та населені пункти ради приєднано до складу Колодіївської сільської ради Червоноармійського району Житомирської області.